# Army of Two
Army of Two (с англ. — «Армия из двоих») — компьютерная игра в жанре шутера от третьего лица, разработанная и изданная компанией Electronic Arts и выпущенная 4 марта 2008 года для игровых консолей Xbox 360 и PlayStation 3. Игра повествует о двух наёмниках, участвующих в войнах, политических беспорядках и заговорах в период с 1993 по 2009 года. Главная особенность игры — необходимость скоординированной командной работы для достижения игровых целей. Хотя Army of Two предназначена для игры с другим человеком в качестве партнёра, искусственный интеллект, запрограммированный следовать стратегиям игрока, также присутствует. Зависимость от напарника (будь то человек или ИИ) настолько сильна, что большинство заданий невозможно выполнить без него.
Army of Two является одной из первых игр, выпущенных для консолей Xbox 360 и PlayStation 3 с региональными ограничениями. Компания EA утверждает, что региональная блокировка для предотвращения сетевых задержек, вызванных игроками из разных регионов, а также для отстранения игроков из азиатского региона, версия игры откуда была подвержена цензуре, от обладателей американской и европейской версий игры. 12 января 2010 года было выпущено продолжение игры, названное Army of Two: The 40th Day.

## Игровой процесс

### Экипировка
Игрок может совершенствовать оружие, чтобы сделать его лучше и сильнее, но может только открывать его в ходе кампании, а не покупать. Игра начинается со стандартным комплектом брони, который сначала заменяется средним после миссии в Афганистане, а позже — тяжёлым комплектом после задания на авианосце. Игрок также может открывать и покупать маски, которые носят главные герои.

### Настройка
В игре можно настраивать оружие за деньги, а также открывать улучшения по ходу кампании. Такие предметы, как новые стволы, приклады, рукоятки, увеличенные магазины и барабаны позволяют изменять внешний вид оружия и его характеристики. Также доступны глушители, небольшие щитки, подствольный гранатомёт и дробовик.
К релизу из игры был убран тир, на котором можно было протестировать изменённое снаряжение.

### Транспорт
На стадии разработки планировалось, что в игре будет 3 транспортных средства: джип, основной боевой танк и СВП (Судно на воздушной подушке), причём один герой управлял машиной, а второй стрелял из тяжёлого пулемёта XM312 (на джипе и СВП) или из 120-мм орудия (на танке). Но в финальной версии осталось только СВП.

## Сюжет

### Сомали, 1993
Игра начинается в Сомали в 1993 году, когда Эллиот Салем и Тайсон Риос (главные герои игры) состоят в 75-м полку рейнджеров. Им поручили работать с Филипом Клайдом, частным военным подрядчиком из корпорации Security and Strategy Corporation (рус. Корпорация безопасности и стратегий), который должен убить влиятельного местного диктатора по имени Абдуллахи Моалим. Слишком снисходительное отношение к делу и поведение Клайда вызывают отвращение у Салема и Риоса. В итоге Салем и Риос совершают убийство Моалима самостоятельно и эвакуируются без помощи Клайда. После этой миссии Филип Клайд приглашает подполковника Ричарда Далтона (командира отряда рейнджеров, в который входят Салем и Риос) присоединиться к его компании. Далтон соглашается с условием, что возьмёт с собой Салема и Риоса в качестве наёмников, а в следующем году получит три пропуска в частный сектор. Так Салем и Риос начинают карьеру в качестве наёмников.

### Афганистан, 2001
Салем и Риос в настоящее время работают в корпорации SSC. После террористических атак 11 сентября они направлены в Афганистан с целью убить террориста Аль-Каиды по имени Мухамед Аль-Хабиб, который захватил ракетный объект с советскими ракетами М-11. Цель задания: уничтожение ракет, склада биологического оружия, а также поиск и спасение Брайана Хикса, одного из наемников SSC, пропавшего в ходе выполнения миссии. Они находят и уничтожают ракеты, затем, продвигаясь к следующей цели, Салем и Риос обнаруживают, что склады, в которых они находятся, заполнены каким-то ядовитым газом. Салем комментирует, как плохо они экипированы для выполнения миссии, и Риос видит в этом заговор. Вскоре они находят Брайана — избитого, и, по-видимому, отравленного в своей камере. Брайана эвакуируют в безопасную зону к элеватору и сражаются с Мухамедом на ракетной станции. После боя Риос спрашивает «8Сектор», его знакомого хакера, как открыть замок двери, ведущей на склад химического оружия. Лучшим ключом оказывается взрывчатка.

### Ирак, 2003
Два года спустя напарники отправляются в Ирак. Их заданием является спасение своего бывшего боевого товарища, подполковника Эйзенхауэра, чья американская военная база находится под осадой лидера террористов Али Юсуфа. Взяв Эйзенхауэра под охрану и направляясь к вертолёту, команда попадает в засаду. Отбившись, подполковник прощается с друзьями перед взлётом, но вертолёт взрывается в воздухе. В последующей радиопередаче Али Юсуф признаёт себя ответственным за сбитие воздушного судна. Риос ищет какой-то подтекст в смерти Эйзенхауэра, но Салем считает, что тот просто оказался в ненужном месте в ненужное время. Перед тем, как атаковать топливный завод Юсуфа, Риос просит «8Сектор» изучить засаду и найти её причину. В конце концов, наёмники убивают Али Юсуфа на его вертолётной площадке.

### Авианосец, Южно-китайское море, 2008
Американский авианосец «Рональд Рейган» был захвачен террористами из организации «Абу Сайяф». На обратном пути с неизвестной миссии в Ираке, Салем и Риос были перенаправлены SSC на корабль, чтобы освободить его. Они парашютируются на палубу и встречаются с Филипом Клайдом. После этого они зачищают палубу и выводят из строя оставшиеся истребители, чтобы противник не мог сбежать. Салем замечает, что экипаж корабля оставил одну спасательную шлюпку, которую можно использовать. Салем и Риос опять натыкаются на Клайда, который общается с террористами. Филип бежит, оставляя свой лэптоп. Тайсон отправляет информацию с компьютера «8Сектору» для анализа и отказывается рассказывать Алисе, что произошло пока не получит ответ от хакера. «8Сектор» рассказывает Риосу, что Клайд ответственен за утечку местоположения американских солдат к террористам. Позже они находят капитана судна, который рассказывает, что на борту находятся украденные ядерные боеголовки, машинное отделение заминировано, а корабль держит курс на столкновение с городом Манила на филиппинском острове Лусон. Он решает подорвать корабль, жертвуя собой, чтобы убедиться, что авианосец затонет до столкновения с городом. Эллиот и Тайсон уплывают на обнаруженной ранее спасательной шлюпке.

### Река Сицзян, Китай, 2009
После задания на авианосце Салем и Риос хотят уйти из компании. Выполняя особое поручение торговца оружием Ча Мин-Су в Южной Корее, они случайно связываются с Алисой и решаются на ещё одну миссию, так как Эллиоту нужны деньги. Героям нужно ликвидировать лидера «Абу Сайяф», подорвав мост под его конвоем. После этого на них нападают китайские военные, которые разыскивают их за убийство. Также выясняется, что на мосту был американский сенатор от Аляски, Ричард Уайтхорс, который активно выступал против законопроекта о приватизации армейского имущества. Друзья предполагают, что Стоквел подставил их и намереваются опубликовать данные, взятые с ПК Клайда на авианосце. В то же время, Алиса была похищена, и герои направляются в Майами, чтобы освободить её и разобраться со Стоквелом. Ча Мин-Су одалживает им грузовой самолёт и пилота.

### Майами, Флорида, США, 2009
В Майами объявлено штормовое предупреждение. Американские средства ПВО засекают в воздушном пространстве самолёт Ча Мин-Су и отправляют два истребителя F-15 на перехват. Главные герои замечают истребители, а также то, что Филип Клайд убил пилота. Начинается перестрелка, но самолёт подбит перехватчиками. Салем и Риос выживают и предполагают, что Филип мёртв. Они заходят в здание аэропорта и вступают в бой с оперативниками SSC. «8Сектор» сообщает им местоположение Алисы. Наёмники направляются к ней, но тут с ними связывается Ча Мин-Су. Он в ярости из-за уничтожения его самолёта, но Эллиот и Тайсон объясняют ему, что это вина Клайда. Китаец даже хочет заплатить им за его убийство (он ещё не знает, что тот мёртв). Риос хочет сказать, что Филип погиб, но Салем останавливает его, так как хочет лёгких денег. После освобождения, Алиса рассказывает им, что на самом деле всё это дело рук Далтона и, что он хочет убить Стоквела. Если у него получится, то законопроект о приватизации армейского имущества будет принят, и он станет ещё сильнее. Алиса говорит, что они должны спасти Стоквела, только он может доказать их невиновность. Герои направляются к штаб-квартире SSC, как с ними опять связывается Мин-Су. Торговец оружием взломал нашлемные камеры наёмников, так что он тоже увидел, что Клайд погиб. Друзья обеспокоены тем, что Ча раскрыл их ложь. После этого они находят в информационном отделе штаб-квартиры доказательства своей невиновности. Вопреки их предположениям, оказывается, что Клайд жив, но Салем пинает его с разворота, и тот выпадет из окна. После этого они выбираются на крышу, откуда Далтон пытается сбежать на вертолёте, но Тайсон сбивает его из стингера.

## Персонажи
В главной роли Эллиот Салем и Тайсон Риос. Солдаты-наёмники, единственные в своем роде. Тайсон — хмурый, но крутой качок, для которого нет ничего невозможного. Эллиот — менее накачен, однако достаточно смышлён и остроумен, и при том в хорошей форме.
У обоих одно задание — зачистить территорию, или, грубо говоря, сеять хаос и разрушения вокруг себя. Радуют костюмы героев, особенно их маски, с нанесённым рисунком черепа.

## Загружаемые дополнения

### Veteran Map Pack DLC
Загружаемое дополнение Veteran Map Pack стало доступным для скачивания в четверг, 29 мая 2008 года. Оно содержит новую карту для кооперативного режима (бой с опасной группой российской милиции в киевской подземке), расширенную карту для режима «Противостояние» (China Canal Lock), более динамичную и взаимодействующую окружающую обстановку, больше разрушаемых объектов, а также 6 новых секретных достижений. Кроме того, добавлена альтернативная концовка. В ходе более драматичного противостояния, в штаб-квартире SSC в Майами, главные герои вынуждены запереть Далтона в хранилище. Эти три карты были доступны для загрузки бесплатно, пока EA не отключила серверы в 2011.

## Рецензии
| Сводный рейтинг    | Сводный рейтинг              |
| Агрегатор          | Оценка                       |
| ------------------ | ---------------------------- |
| GameRankings       | (X360) 74,56 % (PS3) 74,31 % |
| Metacritic         | (PS3) 74/100 (X360) 72/100   |
| Иноязычные издания |                              |
| Издание            | Оценка                       |
| Edge               | 4/10                         |
| Game Informer      | 7,5/10                       |
| GameSpot           | 6,5/10                       |
| GameTrailers       | 7,3/10                       |
| IGN                | 7,9/10                       |
| OXM                | 7/10                         |
| X-Play             | 4/5                          |

Army of Two получила положительные отзывы критиков.

## Продолжение
На сегодня существуют два продолжения, Army of Two: The 40th Day (2010) и Army of Two: The Devil's Cartel (2013).